# The 5,000 Fingers of Dr. T.
The 5,000 Fingers of Dr. T. és una pel·lícula fantàstica musical estatunidenca del 1953 sobre un nen que somia en un món de fantasia governat per un diabòlic professor de piano que esclavitza els nens per practicar el piano per sempre. Va ser l'únic llargmetratge escrit per Theodor Seuss Geisel (Dr. Seuss), que va escriure la història, el guió i la lletra. Va ser dirigit per Roy Rowland, amb moltes preses sense acreditar dirigides pel productor Stanley Kramer. La pel·lícula és protagonitzada per Peter Lind Hayes, Mary Healy, Hans Conried i Tommy Rettig.

## Argument
El jove Bart Collins (Tommy Rettig) viu amb la seva mare vídua Heloise (Mary Healy). El mal de l'existència de Bart són les odiades lliçons de piano que suporta sota la tutela de l'autocràtic Dr. Terwilliker (Hans Conried). Bart sent que la seva mare ha caigut sota la influència de Terwilliker, i es queixa amb el seu fontaner, August Zabladowski (Peter Lind Hayes), sense resultat. Mentre martelleja les seves lliçons, en Bart s'adormeix i entra en un somni musical.
En el somni, Bart queda atrapat al surrealista Terwilliker Institute, on el professor de piano és un dictador boig que ha empresonat músics que no toquen el piano. Va construir un piano tan gran que necessita Bart i 499 nois més (per tant, 5.000 dits) per tocar-lo. La mare de Bart s'ha convertit en l'assistent hipnotitzada i la futura núvia de Terwilliker, i en Bart ha d'esquivar els guàrdies de l'Institut mentre lluita per salvar la seva mare i ell mateix. Intenta reclutar el Sr. Zabladowski, que va ser contractat per instal·lar les piques de l'Institut abans d'una inspecció vital, però només després de l'escepticisme i l'arrossegament, Zabladowski està convençut d'ajudar. Després d'haver-lo convençut, Bart i Zabladowski alliberen a Heloise i intenten fugir, però són capturats. A la masmorra, els dos construeixen un enginy que succiona el soroll que arruïna el concert d'obertura del mega-piano. Els nois esclaus es rebel·len i el soroll "atòmic" explota de manera espectacular, fent sortir en Bart del seu somni.
La pel·lícula acaba amb una nota esperançadora per a Bart, quan el senyor Zabladowski s'adona d'Heloise i s'ofereix a portar-la a la ciutat amb el seu jeep. En Bart s'escapa del piano i corre pel carrer a tocar, amb el seu gos Sport fent-li saltar amb alegria als talons.

## Repartiment
- Peter Lind Hayes com a August Zabladowski
- Mary Healy com a Heloise Collins
- Hans Conried com el Dr. Terwilliker
- Tommy Rettig com a Bartholomew Collins
- John Heasley com l'oncle Whitney
- Robert Heasley com a oncle Judson
- Noel Cravat com el sergent Lunk

### Sense acreditar (per ordre d'aparició)
- Henry Kulky com a Stroogo
- George Chakiris com a ballarí
- Tony Butala com a pianista Boy
- Harry Wilson com a Guàrdia / porter
- Alan Aric com a operador d'ascensor

## Producció
Arran de l'èxit de Gerald McBoing-Boing, Geisel va presentar una història d'acció en viu per a The 5.000 Fingers of Dr. T. el 1951. Geisel va seguir amb un guió de 1.200 pàgines, amb "temes de domini i opressió mundials de la Segona Guerra Mundial". Geisel es va traslladar de La Jolla, Califòrnia, a Los Angeles durant el rodatge per "permetre-li participar més en la producció". La seva influència en l'escenografia i la coreografia també és evident a la pel·lícula.
Encara que Geisel no ho sabia en aquell moment, la seva producció cinematogràfica havia aterrat enmig d'una baralla entre el productor de cinema Stanley Kramer i el cap de Columbia Pictures, Harry Cohn. Així, el rodatge de la pel·lícula va ser carregat des del principi. Cohn li havia prohibit a Kramer dirigir ell mateix la pel·lícula i, en canvi, havia nomenat un oficial d'estudi, Roy Rowland. Tampoc va ajudar que Cohn interferís constantment amb la producció enviant notes voluminoses i no desitjades a Kramer i Geisel.
Hans Conried es va mostrar entusiasmat amb el paper, i va dir en retrospectiva: "Mai havia tingut cap paper d'aquest tipus abans, mai no ho he fet i probablement mai més. Vam assajar durant vuit setmanes abans que em comprometés a rodar durant vuit setmanes, una extravagància que jo com a secundari mai havia conegut... Si hagués estat un èxit, amb el meu paper destacat en el paper principal, m'hauria canviat la vida."
Abans del llançament, una "versió prèvia" va ser rebuda malament per un públic de prova. Això va provocar grans retallades de l'estudi i una setmana de resfilmacions va incloure una nova escena d'obertura. Dels 20 números musicals originals filmats íntegrament, 9 van ser eliminats. Les cançons eliminades encara sobreviuen amb la banda sonora musical completa. La "versió de previsualització" amb el metratge eliminat es considera perduda. Columbia Pictures va estrenar la pel·lícula per segona vegada l'any 1958 amb tota l'escena de l'ascensor tallada, sota el títol Crazy Music.

## Banda sonora
La banda sonora va ser composta per Frederick Hollander amb lletra del Dr. Seuss. Va obtenir una nominació als Oscar a la millor banda sonora".
La veu cantant de Tommy Rettig va ser doblada per Tony Butala, el fundador de The Lettermen.
Les parts de piano pregravades van ser interpretades sense acreditar pel veterà pianista de sessió d'estudi de Hollywood Ray Turner (1903-1971), que era conegut pel públic pels seus propis enregistraments i per la seva interpretació de piano al popular àlbum infantil de 1948 Sparky's Magic Piano.

### Nombres musicals
Tall cinematogràfic:
1. "Opening Credits / Butterfly Ballet" — Dream Sequence
2. "Ten Happy Fingers"
3. "Piano Concerto (Ten Happy Fingers variation)"
4. "Dream Stuff"
5. "Hypnotic Duel"
6. "Get Together Weather"
7. "Because We're Kids"
8. "Dungeon Ballet"
9. "We Are Victorious"
10. "Dressing Song / Do-Mi-Do Duds"
11. "End Credits"[6]

Versió original "previsió":
1. "Overture/Main Title"
2. "Ten Happy Fingers"
3. "Piano Concerto (Ten Happy Fingers variation)"
4. "Oh! We Are the Guards"
5. "Many Questions"
6. "My Favorite Note"
7. "Dungeon Ballet"
8. "Grindstone"
9. "I Will Not Get Involved"
10. "Dream Stuff"
11. "I Won't Go to Bed/Massage Opera"
12. "You Opened My Eyes"
13. "Hypnotic Duel"
14. "Because We're Kids"
15. "Money"
16. "Freckle on a Pygmy"
17. "Butterfly Ballet"
18. "We Are Victorious"
19. "Dressing Song / Do-Mi-Do Duds"
20. "End Credits"[7]

## Recepció
A l'estrena d'Hollywood, els primers clients van començar a sortir al cap de 15 minuts. Al cap d'una hora s'havia convertit en un tsunami. El protagonista Hans Conried va ser citat per la biògrafa Suzanne Gargiulo que va dir: "Al final només quedava un nen i estava esperant que la seva mare el recollís". En el moment en què es va estrenar, la pel·lícula va rebre crítiques negatives de la crítica. Bosley Crowther va qualificar la pel·lícula d'"estranya i confusa" i va dir:
| « | aquesta [pel·lícula] no només és abstrusa en els seus símbols i en la seva àmplia elaboració de somnis, sinó que també [està] mancada de l'humor o l'encant que hauria de contenir un article com aquest. | » |

Geisel va considerar la pel·lícula com un "fiasco debaculós" i va ometre'n esment a la seva biografia oficial. Fins i tot va afirmar després de la pel·lícula "Hollywood no és adequat per a mi i jo no sóc adequat per a això".
Hans Conried va reflexionar sobre el fracàs de taquilla de la pel·lícula en una entrevista de 1970 amb Leonard Maltin: "La pel·lícula mai va recuperar els diners d'impressió. Només era comparable a Wilson com un dels grans perdedors de diners de tots els temps; aturaria la conversa durant uns anys a qualsevol reunió social de Hollywood."

### Segle XXI
La pel·lícula ha estat reivindicada amb els anys, El 28 d’abril de 2022 tenia una puntuació positiva del 82% a Rotten Tomatoes.
Els llançaments de la pel·lícula als mitjans domèstics han generat moltes crítiques noves. L'any 2001, Glenn Erickson va escriure que la pel·lícula va ser "un altre fracàs que des de llavors s'ha guanyat la reputació d'un clàssic artístic: una veritable pel·lícula de culte. És colorida, enèrgica i, de fet, pot presumir d'un bon treball d'un grup de talentosos hollywoodians. . Però no és gaire bona." Els crítics posteriors es van mostrar més entusiastes. L'any 2002, Peter Bradshaw va dir que la pel·lícula "té encant, una imaginació desenfrenada i uns escenaris onírics molt estranys del dissenyador de producció Rudolph Sternad i el director d'art Cary Odell"; és "carn surrealista, inquietant i forta per a estómacs joves". El 2005, Violet Glaze del Baltimore City Paper va qualificar la pel·lícula de "refrescantment àcida i desafiant per a una pel·lícula per a nens", els seus parcs muncials de l'era espacial a l’estil Caligari al costat deliciós de l'esgarrifós. Porta els nens, especialment els intel·ligents." El 2008, Dennis Schwartz va escriure que era "probablement la millor pel·lícula fantàstica per a nens mai feta per Hollywood, encara que sigui divagant". Jello Biafra la va anomenar la seva pel·lícula preferida de tots els temps en una entrevista del 2013.
Una persona que va haver de veure la pel·lícula i òbviament va estar influenciada per ella va ser un aspirant a animador anomenat Matt Groening, el creador de The Simpsons.

## Mitjans domèstics
La pel·lícula va ser estrenada per RCA/Columbia Pictures Home Video el 1991. Després es va tornar a estrenar el 1995, com a part de la col·lecció de la família Columbia Tristar. Va ser disponible en DVD l'any 2001 per Columbia Tristar Home Entertainment. Presentava el curtmetratge Gerald McBoing-Boing, Gerald McBoing-Boing's Symphony, com a contingut extra. Sony va tornar a llançar el DVD el 2008 com a part de la col·lecció Stanley Kramer. Finalment, va ser llançada com a Blu-Ray i DVD de la regió 1 l'any 2016 per Mill Creek Entertainment, sota llicència de Sony.

## Banda sonora
La música que es va compondre per a la pel·lícula, inclòs el material que no es va utilitzar a les còpies existents de la pel·lícula, es va publicar com a conjunt de 3 CD el 2010. El 2007, Él Records va publicar un CD de banda sonora (ACMEM126CD) en associació amb Cherry Red Records.